# Madagascar (Schiff, 1823)
Die Madagascar, auch HMS Madagascar, war eine 46-Kanonen-Fregatte der Seringapatam-Klasse der britischen Marine, die von 1822 bis 1863 in Dienst stand.

## Geschichte
Die Madagascar wurde am 5. April 1819 von der Royal Navy bei der Britische Ostindien-Kompanie bestellt. Sie wurde als eine etwas veränderte Seringapatam-Klasse, die auch als Druid-Klasse bezeichnet wurde, konzipiert und lief am 15. November 1822 vom Stapel. Commander Evan Nepean übernahm das Schiff im Oktober 1823 und überführte es als Acting-Captain nach Portsmouth, wo die Endausstattung erfolgte.
Erster Kommandant wurde am 26. September 1828 Sir Robert Cavendish Spencer. Er leitete ab dem 21. Januar 1829 den ersten Einsatz im Mittelmeer. Am 17. Mai 1829 löste man zusammen mit der Sloop Ferret die griechische Seeblockade der osmanischen Stadt Mesolongi auf. Captain Spencer verstarb überraschend am 4. November 1830 an Bord, als das Schiff vor Alexandria vor Anker lag. Lieutenant John Geary übernahm das Kommando und führte das Schiff nach Malta zurück. Südlich von Sizilien kam er der havarierten Countess of Harcourt zu Hilfe und rettete einen Teil der Angehörigen von HM 90th Regiment. Hierfür wurde er am 17. Februar 1831 zum Commander befördert.

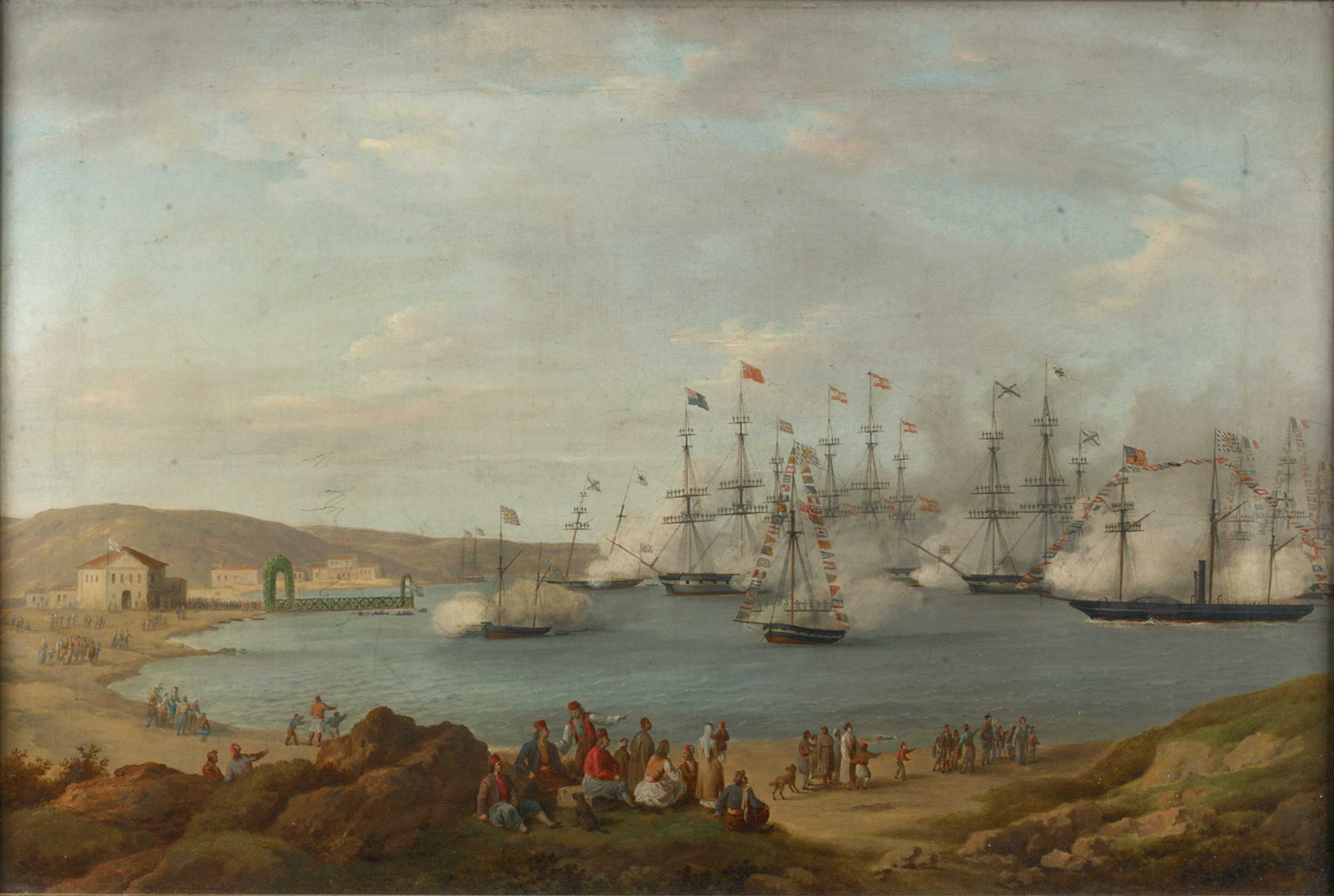
Die Madagascar mit Begleitschiffen im Hafen von Nafplio im Februar 1833

Auf Malta übernahm Captain Edmund Lyons am 4. November 1830 das Schiff. Er überführte es zunächst nach England und kehrte dann ins Mittelmeer zurück. Im Dezember 1831 wurde Lyons Augenzeuge der Bombardierung von St. Jean d’Acre durch Ibrahim Pascha. Mitte Januar 1833 nahm die Madagascar den ersten griechischen König Otto in Brindisi an Bord. Auf und traf bei Korfu auf den übrigen Tross. Die Flotte aus 43 Segelschiffen umschiffte den Peloponnes und erreichte am 18. Januarjul. / 30. Januar 1833greg. den Hafen von Nafplio.
Am 17. Januar 1835 verließ Lyons die Madagascar und zahlte die Mannschaft aus. Über ein Jahr lag das Schiff in Portsmouth und wurde für den nächsten Einsatz überholt. Im Juni 1836 wurde Commodore John Strutt Peyton das Kommando übertragen. Er segelte mit der West Indies Squadron nach Jamaika. Am 5. Februar 1837 wurde südlich von Jamaika den Schoner Feliz, ein portugiesisches Sklavenschiff mit 326 Sklaven an Bord, aufgebracht. Im Frühling 1838 kehrte Peyton erkrankt nach England zurück und verstarb am 20. Mai desselben Jahres. Captain Provo William Parry Wallis führte ab 14. April 1838 die Madagascar. Im September 1839 kehrte sie nach Portsmouth zurück und wurde bis Sommer 1841 überholt. Nach der Ausbesserung wurde sie als Linienschiff fünfter Klasse mit 44 Kanonen klassifiziert. Die Besatzung wurde 1841 zunächst mit 286 Mann, 39 Decksjungen und 50 Marines angegeben, später mit 271 Mann, 39 Decksjungen und 50 Marines.
Ab dem 18. August 1841 kommandierte Captain John Foote die Madagascar. Er operierte hauptsächlich vor der Westküste Afrikas, um den Sklavenhandel zu unterbinden. Am 28. Januar 1842 kaperte man den spanischen Sklavenschoner Presidente vor Sierra Leone. Zusammen mit der Waterwitch befreite man im Mai die Sklaven in Kabenda und Ambriz und zerstörte die Barracoons. Im Sommer desselben Jahres brachte man drei Sklavenschiffe auf: am 3. Juli die San Jose, am 12. Juli die brasilianische Bark Ermelinda Segunda und am 11. August die spanische Brigantine Roberto, die vor Sierra Leone auf Grund gelaufen war. Auch im folgenden Jahr kaperte man vier weitere Sklavenschiffe: am 8. August die brasilianische Brigantine Independencia, am 28. August ein Schoner, am 28. Oktober der brasilianische Polacker Prudencia und am 1. November die Brigantine Loteria. Im August 1844 brachte Captain Foote die Madagascar wieder nach England zurück.
Das Schiff wurde in Devonport überholt und diente ab September 1846 als Depotschiff ohne Kanonen. Von 1850 bis 1853 diente sie als Wohnschiff für Rekruten (Receiving ship) in Devonport und ab September wieder als Depot. Im Oktober 1853 wurde die Madagascar nach Rio de Janeiro überführt und diente nun dort als Depot. Ab 1861 wurde sie als Depotschiff mit 8 Kanonen geführt und am 5. Mai 1863 verkauft.

## Kommandanten
- Commander Evan Nepean (22. Oktober 1823–Anfang 1824)
- Captain Sir Robert Cavendish Spencer (26. September 1828–April 1830)
- Lieutenant John Geary (4. November 1830–4. November 1831)
- Captain Edmund Lyons (4. November 1831–17. Januar 1835)
- Commodore John Strutt Peyton (Juni 1836–14. April 1838)
- Captain Provo William Parry Wallis (14. April 1838–September 1839)
- Captain John Foote (18. August 1841–August 1844)
- Master Commander William J. W. Burney (1. September 1846–4. Oktober 1847)
- Commander Robert Mann (4. Oktober 1847–Herbst 1848)
- Commander John R. Harward (19. September 1853–3. Oktober 1853)
- Commander John William Finch (3. Oktober 1853–24. März 1855)
- Commander John Ptolemy Thurburn (24. März 1855–6. September 1856)
- Commander Edmund Mortimer Leycester (6. September 1856–13. September 1859)
- Commander Richard Dunning White (13. September 1859–5. Mai 1863)